# Beardstown (Illinois)
Beardstown – miasto w Stanach Zjednoczonych, w stanie Illinois, w hrabstwie Cass.